# 旺扎克
旺扎克（法語：Vanzac，法語發音：[vɑ̃zak]）是法国滨海夏朗德省的一个市镇，位于该省东南部，属于容扎克区。

## 地理
旺扎克（45°21'26"N, 0°18'18"W）面积6.39 平方千米，位于法国新阿基坦大区滨海夏朗德省，该省份为法国西部滨海省份，北起旺代省，西临大西洋，南至吉倫特省，东南接多爾多涅省，东北接德塞夫勒省接壤，东临夏朗德省。
与旺扎克接壤的市镇（或旧市镇、城区）包括：拜涅-圣拉德贡德、尚蒂亚克、布朗、莱奥维尔、梅萨克。

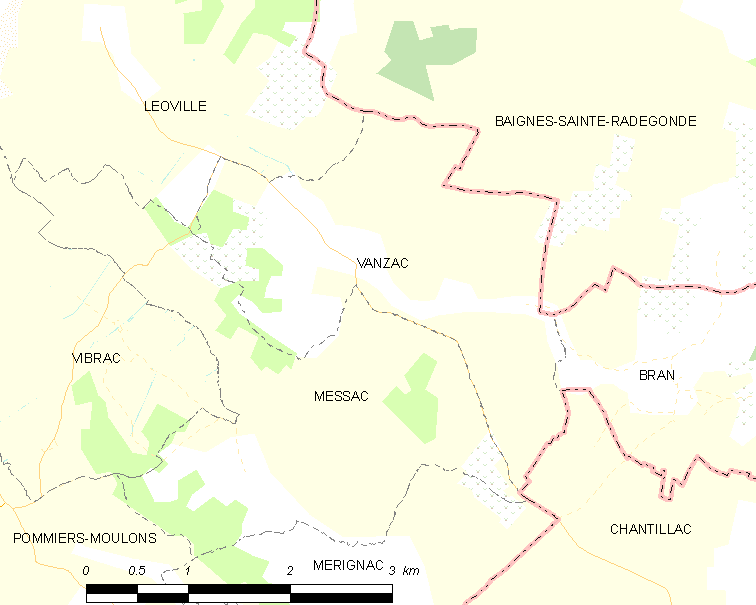
旺扎克的OSM定位图

旺扎克的时区为UTC+01:00、UTC+02:00（夏令时）。

## 行政
旺扎克的邮政编码为17500，INSEE市镇编码为17458。

## 政治
旺扎克所属的省级选区为三山县。

## 人口

1962-2008年间旺扎克人口变化图示

旺扎克于2022年1月1日时的人口数量为191人。